# 二梅駅
二梅駅（イメえき）は、大韓民国の京畿道城南市盆唐区二梅洞にある、韓国鉄道公社（KORAIL）の駅。

## 利用可能な鉄道路線
韓国鉄道公社
 水仁・盆唐線 - 駅番号はK227
 京江線 - 駅番号はK411

## 歴史
盆唐線の水西-梧里間が開通した当初は設置されていなかった。しかし、野塔駅と書峴駅との間が3kmほど離れており、2駅の中間付近の住民からの要望に応じて、城南市と韓国土地公社（現：韓国土地住宅公社）が事業費を負担し駅を建設することとなった。地下区間に駅が後に新設された例は韓国では当駅が初めてである。
- 1993年 - 需要が見込めないという理由で駅間距離が長く設定された野塔 - 書峴間に、駅を追加する要望が申しだされる。
- 2000年3月 - 着工。
- 2004年1月16日 - 鉄道庁（当時）の駅として開業。
- 2005年1月1日 - 鉄道庁が韓国鉄道公社に改組される。
- 2013年11月30日 - 急行の停車駅となる。
- 2016年9月24日 - 首都圏電鉄京江線の駅が開業。車両搬入のための連絡線が設置される[1][2]。
- 2020年 9月12日 - 水仁線の水原延伸により路線名が盆唐線から水仁・盆唐線に変更。

## 駅構造

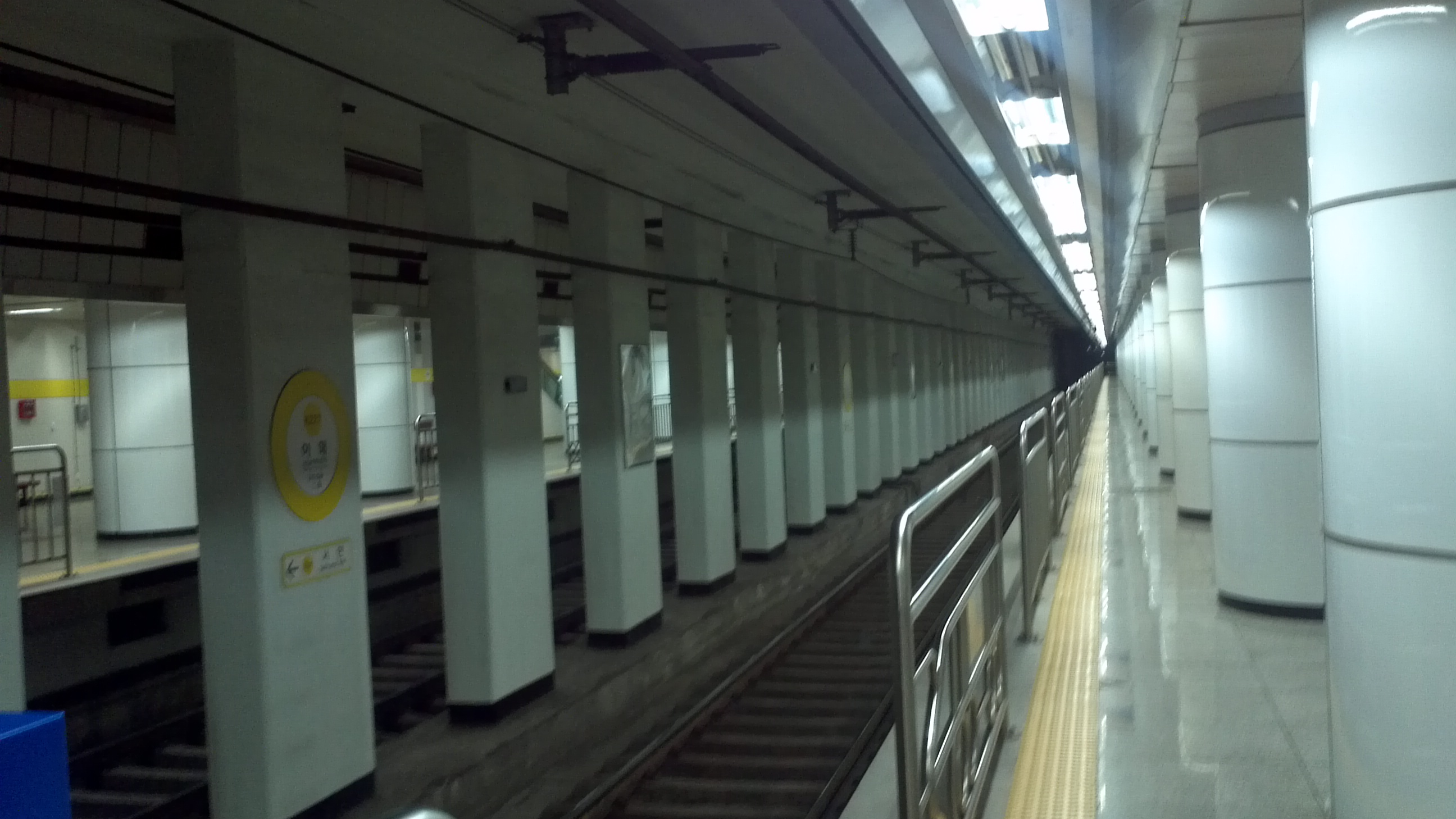
盆唐線ホーム（ホームドア導入前）

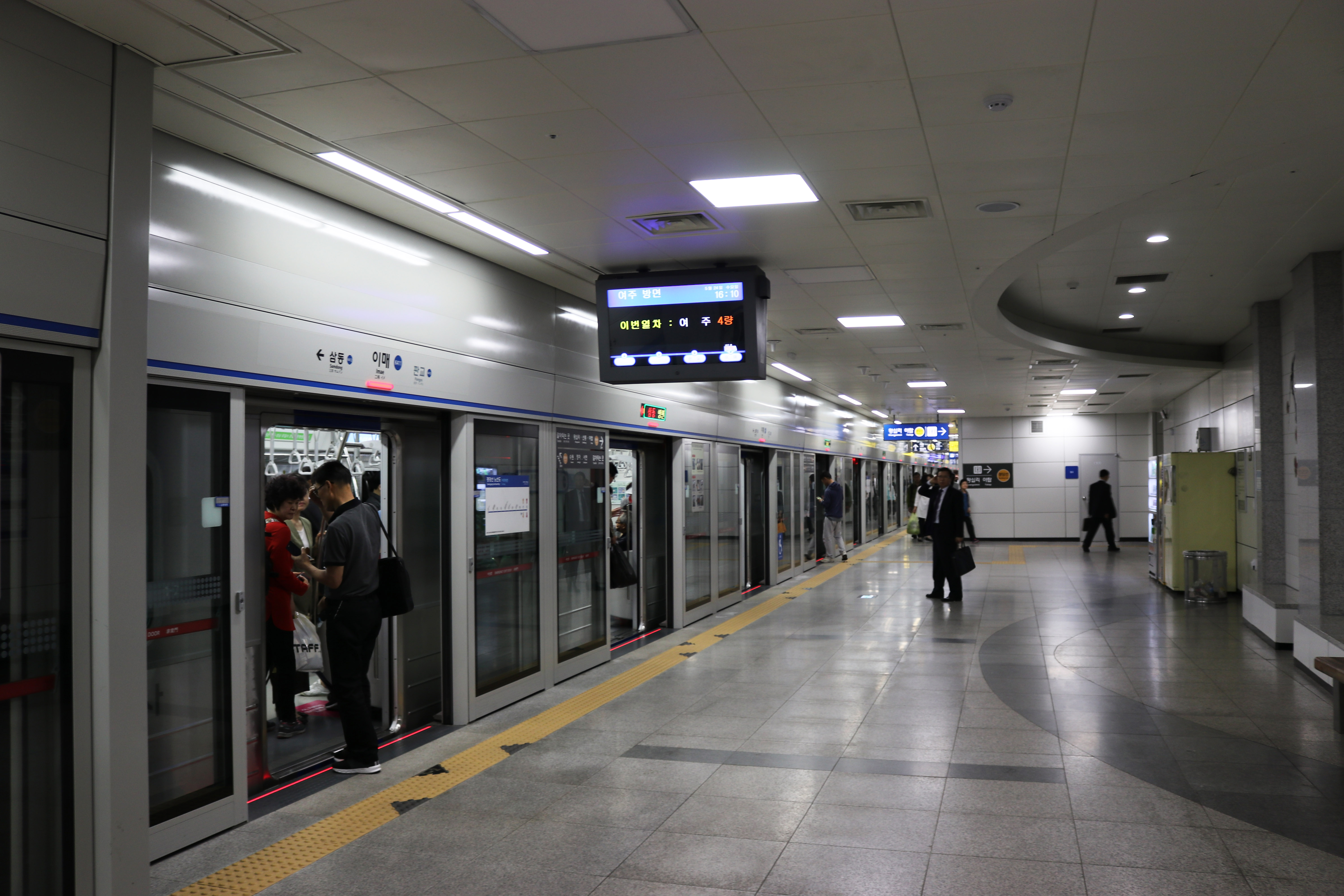
京江線ホーム

盆唐線・京江線ともに、相対式ホーム2面2線を有する地下駅。いずれもフルスクリーンタイプのホームドアが設置されている。エレベーター、エスカレーターを完備。出口は6つあり、1番 - 6番の番号が付けられている。
盆唐線と京江線の乗り換え通路には、乗り換え改札機が設置されているが、通過しても運賃を引き落とさない。

### のりば
| ホーム                                               | 路線         | 行先                           | 備考         |              |
| 盆唐線ホーム                                         | 盆唐線ホーム | 盆唐線ホーム                   | 盆唐線ホーム | 盆唐線ホーム |
| ---------------------------------------------------- | ------------ | ------------------------------ | ------------ | ------------ |
| 1（下り）                                            | 水仁・盆唐線 | 書峴・器興・水原・仁川方面     |              |              |
| 2（上り）                                            | 水仁・盆唐線 | 野塔・牡丹・宣靖陵・往十里方面 |              |              |
| 京江線ホーム（案内上ののりば番号は設定されていない） |              |                                |              |              |
| 上り                                                 | 京江線       | 板橋・城南方面                 |              |              |
| 下り                                                 | 京江線       | 京畿広州・夫鉢・驪州方面       |              |              |

## 利用状況
近年の一日平均利用人員推移は下記のとおり。なお、盆唐線の2004年は開業日の1月16日から12月31日までの351日間の平均、京江線の2006年は開業日の9月24日から12月31日までの99日間の平均である。
| 路線         | 路線     | 2000年 | 2001年 | 2002年 | 2003年 | 2004年 | 2005年 | 2006年 | 2007年 | 2008年 | 2009年 | 出典  |
| ------------ | -------- | ------ | ------ | ------ | ------ | ------ | ------ | ------ | ------ | ------ | ------ | ----- |
| 水仁・盆唐線 | 乗車人員 | 未開業 | 未開業 | 未開業 | 未開業 | 3,928  | 4,469  | 4,637  | 4,805  | 5,093  | 5,072  | [ 3 ] |
| 水仁・盆唐線 | 降車人員 | 未開業 | 未開業 | 未開業 | 未開業 | 3,688  | 4,356  | 4,597  | 4,703  | 5,019  | 4,870  | [ 3 ] |
| 路線         | 路線     | 2010年 | 2011年 | 2012年 | 2013年 | 2014年 | 2015年 | 2016年 | 2017年 | 2018年 | 2019年 | 出典  |
| 水仁・盆唐線 | 乗車人員 | 5,069  | 5,082  | 4,967  | 5,283  | 5,261  | 5,337  | 5,256  | 5,269  | 5,472  | 5,001  | [ 3 ] |
| 水仁・盆唐線 | 降車人員 | 4,872  | 4,872  | 4,785  | 5,133  | 5,096  | 5,166  | 4,972  | 4,871  | 5,071  | 5,158  | [ 3 ] |
| 京江線       | 乗車人員 | 未開業 | 未開業 | 未開業 | 未開業 | 未開業 | 未開業 | 2,491  | 2,141  | 2,192  | 2,141  | [ 3 ] |
| 京江線       | 降車人員 | 未開業 | 未開業 | 未開業 | 未開業 | 未開業 | 未開業 | 2,453  | 2,080  | 2,125  | 1,977  | [ 3 ] |
| 路線         | 路線     | 2020年 | 2021年 | 2022年 | 2023年 |        |        |        |        |        |        |       |
| 水仁・盆唐線 | 乗車人員 | 3,689  | 3,944  | 4,399  | 4,711  |        |        |        |        |        |        |       |
| 水仁・盆唐線 | 降車人員 | 3,470  | 3,715  | 4,140  | 4,456  |        |        |        |        |        |        |       |
| 京江線       | 乗車人員 | 1,530  | 1,638  | 1,868  | 2,085  |        |        |        |        |        |        |       |
| 京江線       | 降車人員 | 1,109  | 1,498  | 1,725  | 1,928  |        |        |        |        |        |        |       |

## 駅周辺
当駅は城南大路の真下に位置する。
- 城南アートセンター
- 二梅初等学校（朝鮮語版）
- アンマル初等学校（朝鮮語版）
- 松林中学校
- 梅松中学校（朝鮮語版）
- 二梅高等学校（朝鮮語版）
- 泰園高等学校（朝鮮語版）
- 松林高等学校（朝鮮語版）
- 突馬高等学校（朝鮮語版）
- 城南商工会議所
- 二梅1洞住民センター
- 二梅洞治安センター
- 二梅洞119安全センター
- 城南市農業技術センター

## 隣の駅
韓国鉄道公社
 水仁・盆唐線
急行・緩行
野塔駅 (K226) - 二梅駅 (K227) - 書峴駅 (K228)
 京江線
城南駅 (K410) - 二梅駅 (K411) - 三洞駅 (K412)